# Costume au XVIIe siècle
Le costume au XVIIe siècle désigne une période de l'histoire du costume qui marque des changements dans les habitudes d'habillement de la société, indépendamment des nécessités vestimentaires et des traditions locales. Ce phénomène occidental prélude à l'apparition de la mode.

## Contexte
La période de la Renaissance marque en France le passage du Moyen Âge à l'époque dite moderne. La Renaissance française est due à l'influence directe de la Renaissance italienne et par l'entremise des guerres d'Italie. La Renaissance change la façon de vivre et de penser le monde et l'homme en France. Le costume reflète lui aussi ces changements. Il est à préciser que la mode au XVIIe siècle fait transition entre la période de la Renaissance et la période classique.
À la Renaissance, le costume est largement influencé par la mode italienne qui lui donne élégance, luxe et raffinement des étoffes. Cette période inscrit dans la mode française plus de légèreté et de couleurs, rompant avec la relative austérité qui prévalait jusqu'alors.
Au XVIe siècle, le costume en France subit une autre influence, celle de l'Espagne, pays alors puissant grâce à ses découvertes en Amérique. L'Espagne, surchargée d'or, d'argent et de perles, promulgue lois et édits pour restreindre les excès de riches costumes. La mode est alors aux vêtements noirs et à la sobriété.
Le XVIIe siècle oscille entre austérité et extravagance. Dans ce siècle, la mode française et hollandaise se répercutent plus ou moins fortement dans toute l'Europe grâce à des politiques économiques et commerciales de grande ampleur. Ces deux pays n'exportent pas seulement des denrées consommables mais aussi un état d'esprit, une façon de considérer le monde à travers l'art en général, en particulier à travers la manière de concevoir les costumes.
Néanmoins, le costume féminin durant ce siècle évolue beaucoup moins que l'habillement masculin qui subit d'importantes transformations. Il faut attendre le début du XVIIIe siècle pour que le costume féminin connaisse des modifications substantielles.

## Les influences au début duXVIIesiècle
Le début du XVIIe siècle est marqué par les guerres mais aussi par des économies florissantes et par l'apparition d'importants courants artistiques.
De 1590 à 1715, l'Europe est secouée par de nombreux conflits politiques et religieux. Le XVIIe siècle voit l'arrivée d'une esthétique nouvelle et d'une conception différente du monde (l'humanisme de la Renaissance aboutit à d'autres moyens de penser - on remet en question la Religion, les sciences, l'art, l'Homme en général - ; la création d'une langue plus élaborée et plus raffinée avec des auteurs comme Cervantès, Molière, Shakespeare...).
Le costume subit de nombreuses influences : celle de la politique mais également celle de la situation économique caractérisée par l'apparition et le développement de nombreuses manufactures ainsi que par l'optimisation progressive des techniques de production. Parallèlement, différents courants intellectuels et artistiques apparaissant au cours de ce siècle. Leur impact sur l'habillement sera également important.

### Les courants artistiques
Après une phase de démesure, les courants artistiques vont faire place à la sobriété.
Le baroque puis le classicisme donnent le ton au costume. Entre 1625 et 1670, sous l'influence du baroque, le costume use d'imagination et de virtuosité : absence de mesure, recherche de mouvement, d'opposition, de liberté. Ainsi le costume évite la froide retenue réformiste et celle de la Contre-Réforme : il puise dans la profusion de détails, dans l'outrance qui ira jusqu'à la préciosité. La symétrie et l'équilibre ne sont plus de mise.
Ces influences se font plus ou moins sentir selon les pays : la France, les Flandres, l'Espagne et l'Europe centrale sont les pays les plus sensibles aux évolutions baroques qui se présentent dans les arts. Les pays de religion réformée (Angleterre, États nordiques, Allemagne du Nord et bientôt Amérique) sont moins touchés.
Après 1670, le classicisme influe à son tour le costume. En opposition à « l'anarchie baroque », ce courant artistique vise plus de clarté et plus de dignité.
Cette évolution dans le costume et dans l'art en général pourrait être également mise en parallèle avec l'établissement de régimes d'autorité.

### Politique et économie
La France va influencer de manière importante l'évolution du costume européen. Après l'Italie et l'Espagne, la France et la Hollande vont à leur tour inspirer la mode de ce siècle. L'influence de la France dans la mode passe par l'extension de sa politique internationale et par le renforcement de ses politiques économiques et commerciales. On peut voir dans cette situation l'effet d'une politique forte expansionniste. Le rayonnement du costume français sur toute l'Europe se fait en trois étapes : il commence sous le règne d'Henri IV (1589-1610), il s'étoffe sous Louis XIII (1610-1643) et devient absolu avec Louis XIV (1661-1715).
Lorsque Henri IV arrive au pouvoir, la France est affaiblie par les guerres de religion qui durent globalement pendant toute la seconde moitié du XVIe siècle. Pourtant, après plusieurs années de déclin, la France au début du XVIIe siècle retrouve la paix qui sera favorable à l'économie en général.
S'agissant du costume, Henri IV a par exemple développé les industries de soies.
Le règne de Louis XIII est marqué par l'abaissement des grands et des protestants. En effet, ce roi souhaite redresser l'autorité de l'État, réaliser l'unité religieuse en brisant l'État dans l'État, c’est-à-dire le groupe protestant formé sous la régence autour des Rohan. De même, Louis XIII désire restaurer la religion et purifier les mœurs.
Dans la continuité, Louis XIV s'attelle à accroître la puissance de la France en Europe en jouant sur deux leviers : la politique, par la puissance militaire et la culture. Il met en place un état centralisé et absolu ; la Cour de Versailles lui permet de contrôler les nobles. De même, l'économie dessert de nouveau favorablement l'expansion de la mode française : le colbertisme, variante du mercantilisme, associé au protectionnisme permet d'augmenter les exportations et de baisser les importations.

## Le costume de 1590 à 1645
De 1590 à 1645, le costume va passer du luxe sous Henri IV à l'austérité sous Louis XIII.

### Description du costume au début du siècle

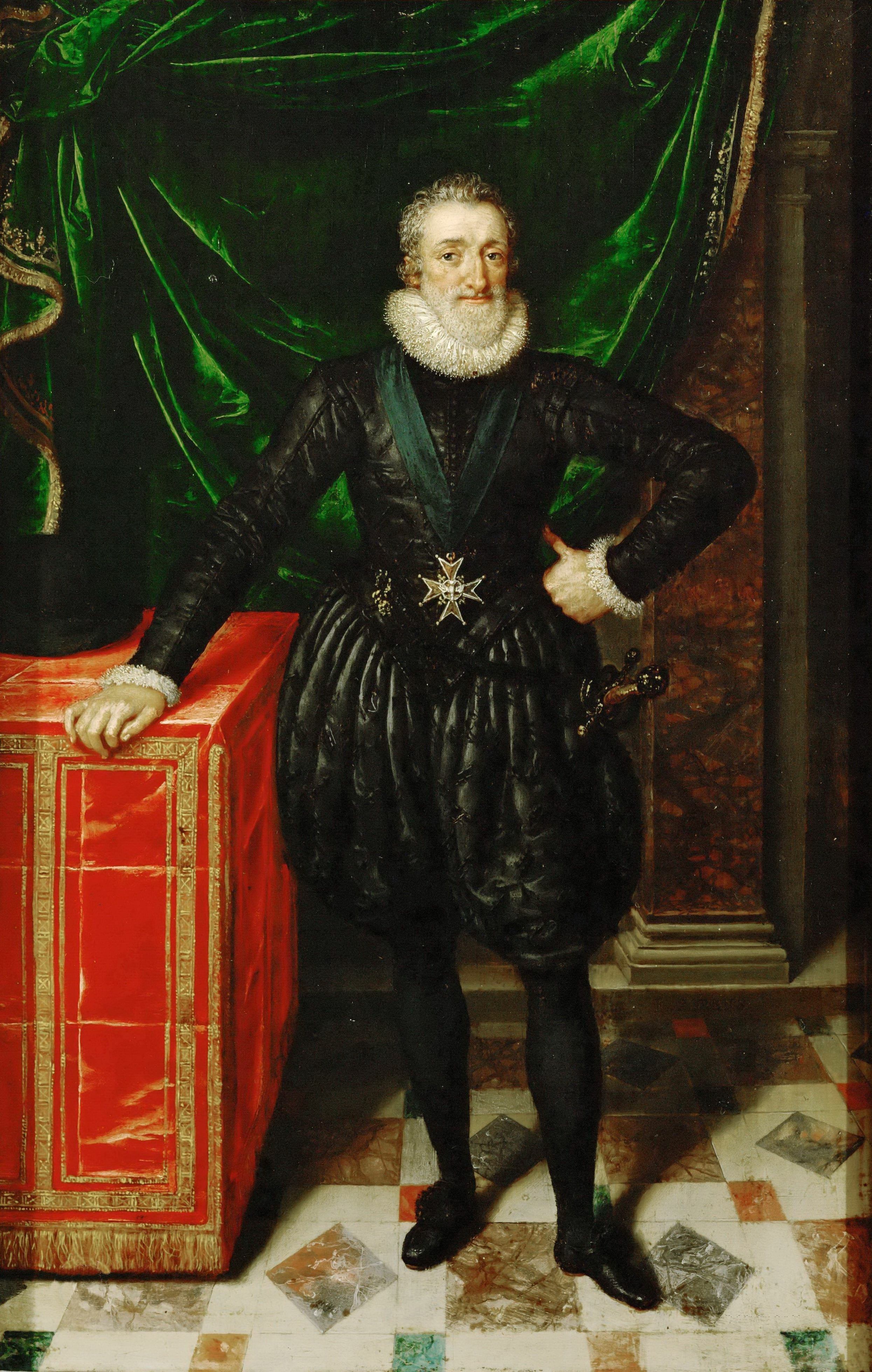
Henri IV par Pourbus.

Le costume masculin et féminin au début du siècle montre peu de changements par rapport au costume de la période précédente.
Le costume masculin se compose du pourpoint (vêtement d'homme qui couvre le torse jusqu'au-dessous de la ceinture) ; ce pourpoint est arrondi dans sa partie inférieure, comporte des épaulettes et des ailerons (manches très courtes au-dessus de l'épaule), à petites ou grandes taillades (ou crevés), un collet (col ou collerette) droit avec une fraise tantôt ronde, tantôt souple et tombante à la confusion, ou alors un collet monté ou rotonde. Les trousses (haut-de-chausses court et relevé) se font remplacer par les chausses dites en bourses ou par d'autres plus allongées dites à la gigotte et à la vénitienne.
À la fin du XVIe siècle, le costume français subit plusieurs influences vestimentaires, notamment celles des Espagnols et celles des Valois. Il reste au début du XVIIe siècle encore quelques éléments de la Renaissance, dont dans le costume féminin les crevés (ou taillades), qui étaient à la mode sous François Ier.

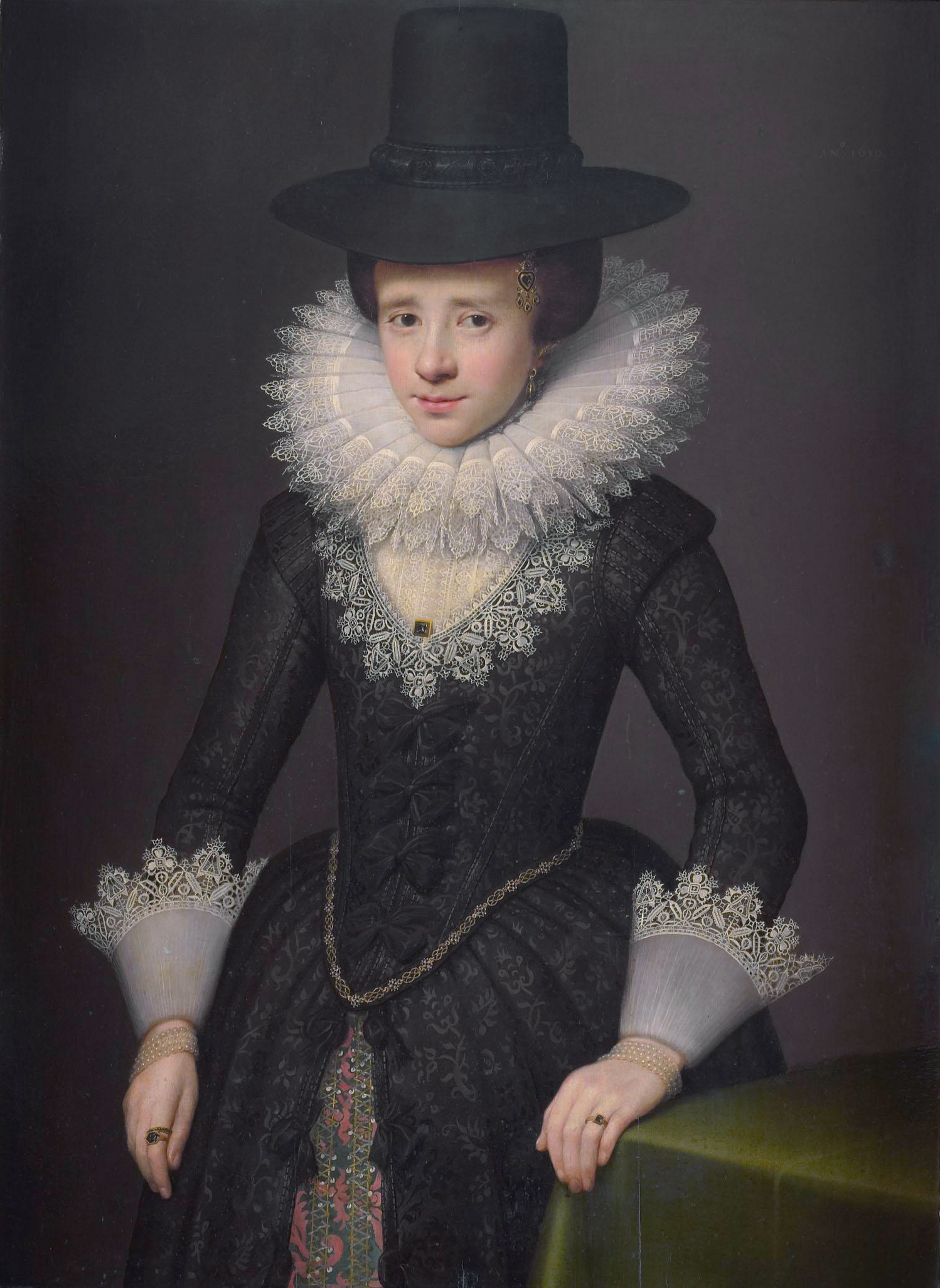
Portrait de Anna Boudaen Courten, par Salomon Mesdach. 1619.

Dans la mode féminine, les manches sont volumineuses. Le célèbre vertugadin se métamorphose : d'abord bourrelet (sorte de petit coussin) porté sur les hanches, il devient un plateau, toujours porté sur les hanches. La jupe est très froncée à la taille. Tous ces éléments donnent à la silhouette féminine une forme de tambour. Pourtant, au début du XVIIe siècle, on ne peut pas encore entrapercevoir l'apparition d’une mode nouvelle. Cette dernière n'est jamais figée et d'influences politiques et économiques en nouvelles tendances artistiques ou intellectuelles, elle ne cesse d'évoluer.

### Bourgeois et nobles: bataille sociale à travers le costume
Au XVIIe siècle, les bourgeois sont à l'affût des modes lancées par les gens de la noblesse. Sous Louis XIII, tout le monde souhaite être élégamment vêtu et tous les hommes veulent porter l'épée. Les bourgeois, catégorie sociale apparue au XIIe siècle, possèdent parfois une fortune plus que confortable, leur permettant d'acquérir des tissus onéreux portés par la noblesse. Il existe donc une forte imbrication de ces deux catégories sociales, particulièrement visible au travers des évolutions vestimentaires.
Le costume constituant un indicateur du rang social d'un homme, la noblesse surenchérit de luxe et d'extravagance. Afin de ne pas être confondus avec les bourgeois et dans le but de maintenir un certain prestige, les nobles élaborent différentes stratégies distinctives : par exemple, ils se changent tous les jours ce qui, bien entendu, a un prix très élevé surtout lorsqu'une fortune est malmenée par une dépréciation de la monnaie. De ce fait, les gens de la noblesse utilisent des bas à bottes de drap et non de soie, plus coûteuse et plus fragile. Les bourgeois imitent alors cette mode qui, néanmoins, vise à restreindre les dépenses. On perçoit ici clairement la combinaison de différents facteurs sociaux, économiques et esthétiques dans ces évolutions.
De nombreux édits et règlements tentent d'enrayer ce phénomène de surenchérissement. Ils visent à réguler et à canaliser ces comportements de distinction en spécifiant, par exemple, quels tissus doivent être portés ou en prohibant broderies, dentelles, ornements en or ou en argent. Pour illustration, un règlement indique que les bourgeois ne doivent pas avoir plus d'un laquais, habillé de bure brune et non de drap teint. Certaines matières, telles que le velours, sont interdites aux laboureurs et aux gens de basse condition. Toutefois, les lois somptuaires sont très rarement suivies par la société parisienne.

### Sous Louis XIII

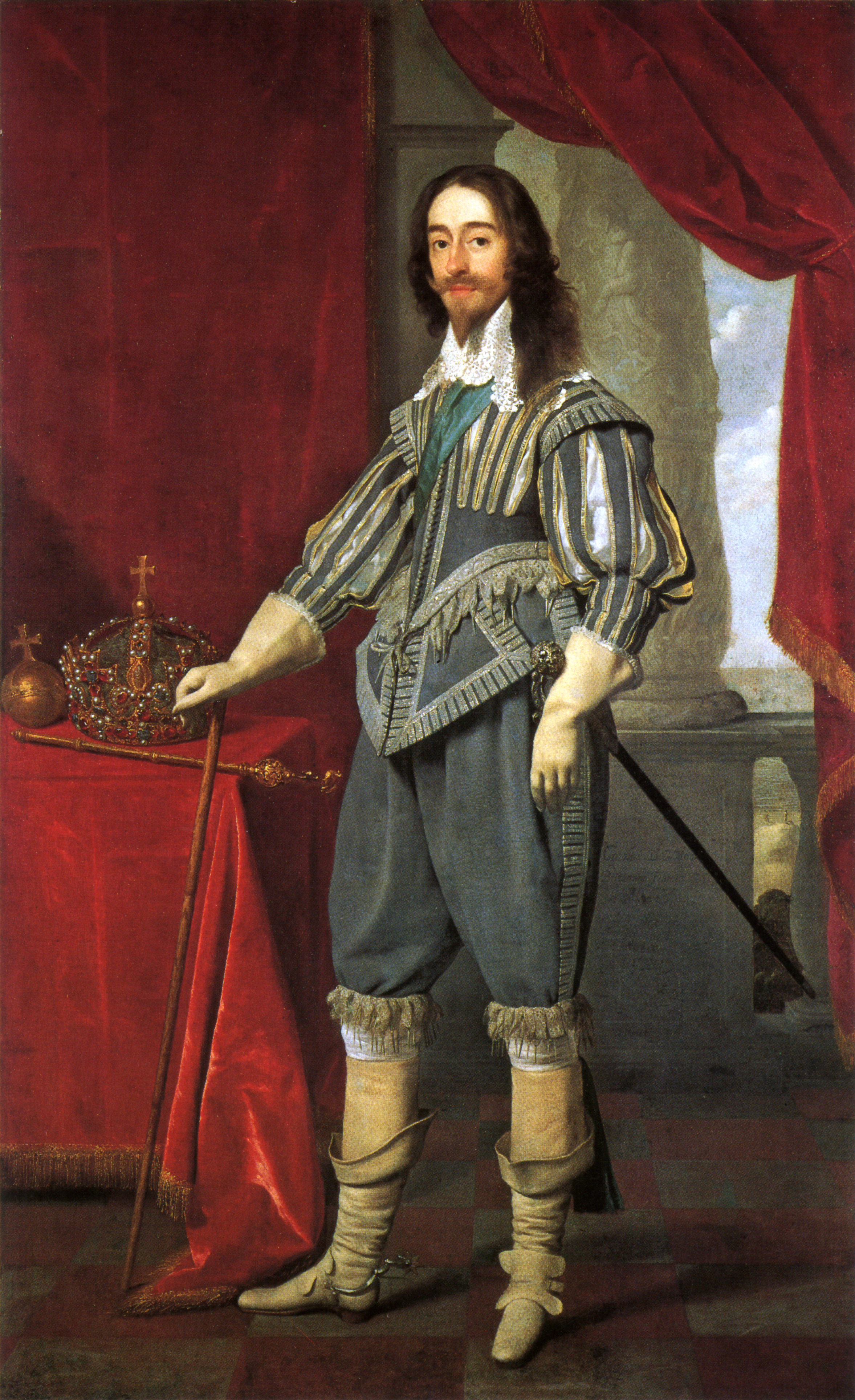
Charles Ier roi d'Angleterre (1625-1649) par Daniel Mytens.
Charles Ier porte un pourpoint avec des tassettes. Le haut du pourpoint et les manches possèdent des taillades. Les hauts-de-chausses sont dits à la gigote.

Sous Louis XIII (1610-1643), les costumes masculin et féminin s'orientent vers moins de garniture, privilégiant une sobriété élégante.
L'édit somptuaire de 1633 enlève toutes extravagances et recommande fortement une mode austère : des étoffes unies, des manchettes et des cols sans dentelles. Le caractère très pieux de Louis XIII semble avoir influé la mode dans ce sens.
Le pourpoint est uni ou à taillades et il possède des basques longues (tassettes). Il se boutonne en haut et s'ouvre sur le devant en bas pour laisser entrevoir le jabot (en lin ou en dentelle) de la chemise. Les manches sont tailladées ou fendues dans la longueur pour laisser voir la chemise ; elles se resserrent aux poignets.
Les haut-de-chausses s'arrêtent aux genoux, étant soit serrés sur la jambe, soit laissés flottant en pantalon.
La cape ou désormais manteau se porte sur les deux épaules ou sur une (à la Balagny). Il existe plusieurs sortes de manteaux dont : la hongreline (doublée de fourrure), la casaque et le rochet. Le caban du XVe siècle reste en vogue.
Ce « tournant d'austérité » n'élimine pas pour autant toutes les fantaisies. Ainsi, les bas en soie existent de toutes les couleurs et les chaussures sont travaillées de manière à laisser apercevoir les bas de soie. Pour l'hiver ainsi que pour la chasse, les bas sont en laine. Les bas à bottes sont en toile et se mettent par-dessus celui en soie ; ils sont dits à étrier lorsqu'ils sont sans bout et sans talon. Les bas à bottes ont dans leur partie haute un entonnoir en dentelle qui se met par-dessus l'entonnoir de la botte.

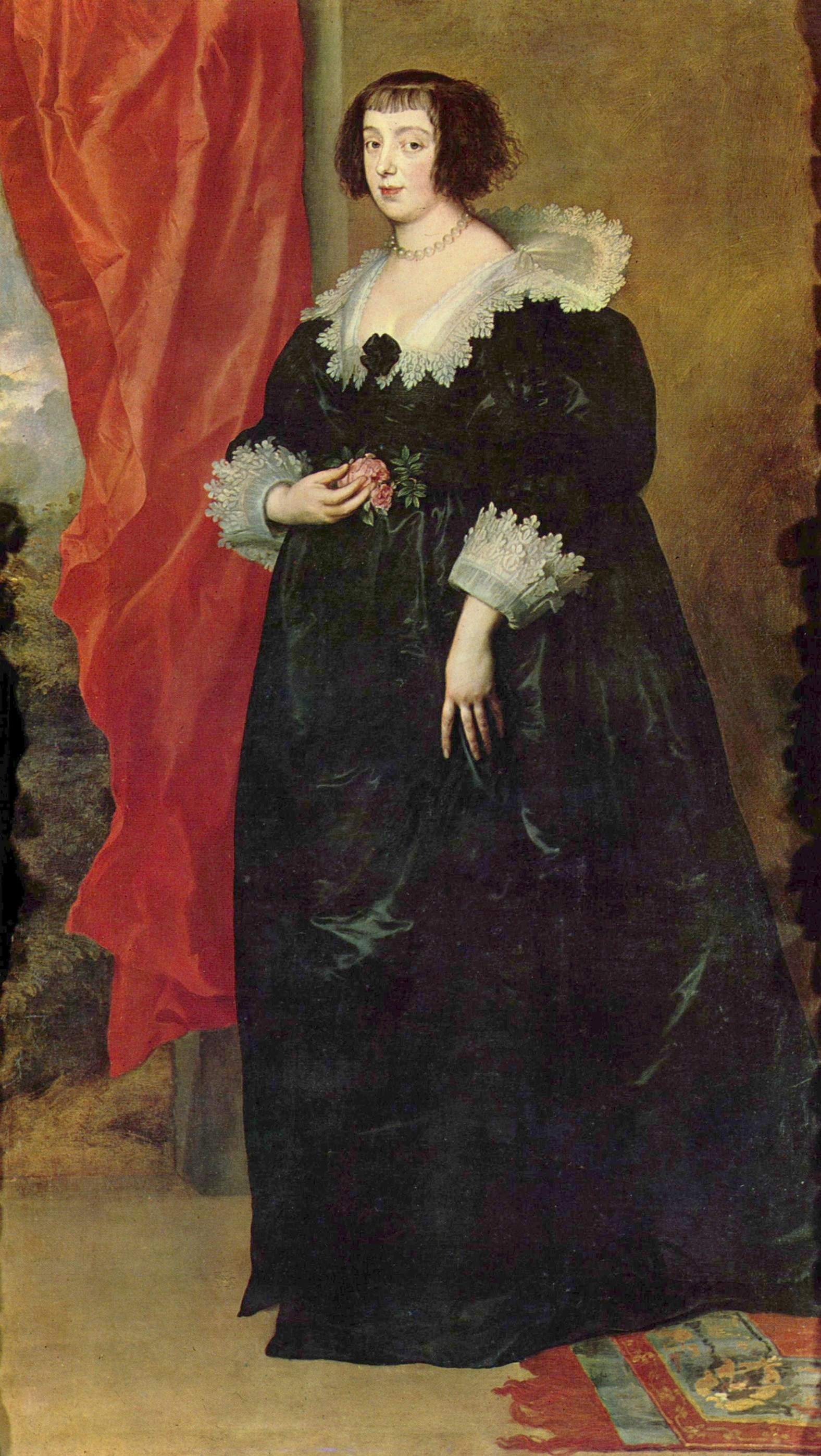
Portrait de Marguerite de Lorraine par Antoine Van Dyck (1599-1641).
Les manches sont bouffantes et la taille est haute. Le costume possède également des manches et un col en dentelle.

La silhouette de la femme se métamorphose : l'emplacement de la taille se rehausse et les épaules s'élargissent.
Le corps de jupe (c’est-à-dire la partie haute de la jupe, le corsage) est baleiné avec un plastron rigide dont la pointe déborde sur le bas de jupe (deuxième partie de la jupe). Ce plastron est recouvert de busquière.
Les manches tailladées et bouffantes s'appuient sur un coussin rembourré de jonc de mer.
Le corps de jupe et le bas de jupe sont toujours de couleurs claires et à motifs alors que la robe (par-dessus la jupe) est noire. Celle-ci possède des mancherons fendus et noués au coude sur la manche du corps.
La robe s'ouvre sur la jupe ou cotte. Cette dernière est parfois relevée sur la cotte de dessous. Ces trois jupes l'une sur l'autre s'appellent respectivement : la modeste (avec des mancherons garnis de rubans), la friponne et la secrète (en dessous).
Le XVIIe siècle se vit dépourvu de sous-vêtements. Le caleçon que Catherine de Médicis avait réussi à implanter au sein de sa cour fut vite délaissé, ne prenant quelque importance que lors de promenades à cheval. Une femme de qualité se contentait d'un jupon ou d’une chemise de toile fine, ornée de dentelle d’Alençon, seules les courtisanes portent des dessous plus variés. Avant et après Catherine de Médicis, la femme de grande comme de petite condition se trouva entièrement nue sous ses vêtements, et il fallut attendre trois siècles après le caleçon pour voir apparaître la petite culotte. Autre phénomène plus surprenant dans cette période de l'histoire marquée par l'emprise du catholicisme : l'épilation pubienne y est très appréciée et fait son retour en grâce chez les femmes de la noblesse européenne[réf. nécessaire].

## La mode de 1645 à 1675

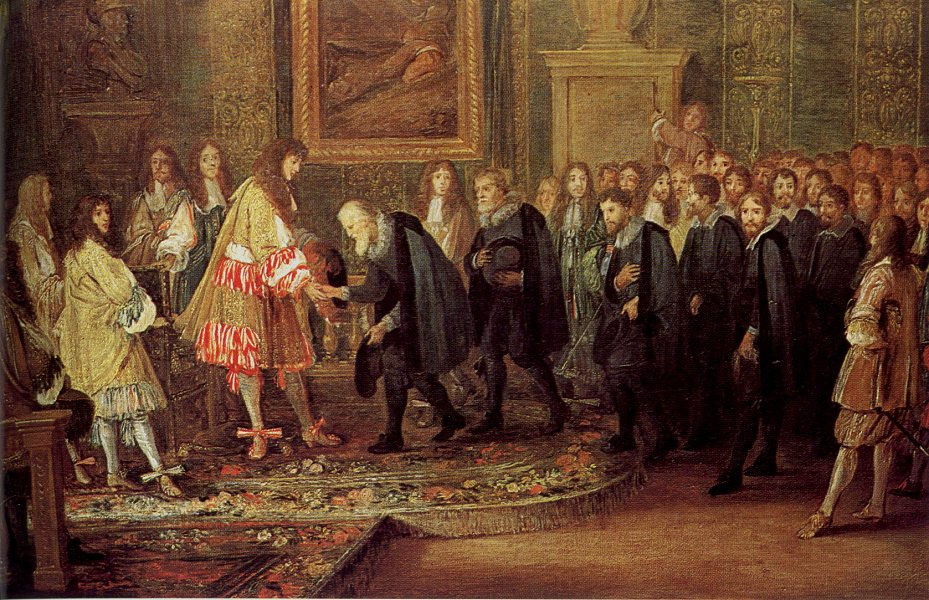
Louis XIV recevant les ambassadeurs des treize cantons suisses, 1663. Adam François van der Meulen. Versailles, musée national du château. Sur ce tableau, on peut voir un modèle de rhingrave avec l'abondance caractéristique de cette époque de boucles de ruban (petites oies). Les souliers ont des rubans en ailes de moulin.

### Le costume masculin
Le costume masculin de cette époque se caractérise par son ampleur et par la somptuosité, l'extrême diversité et l'extravagance de ses détails.
À partir de 1650, le costume tourne le dos à la sobriété du règne de Louis XIII. Sous Louis XIV apparaît la rhingrave. Il s'agit d'une culotte dont les jambes sont très larges avec de nombreux plis. Cette pièce est tellement large qu'elle ressemble à une jupe ; la rhingrave est garnie de dentelles et de boucles de ruban très abondantes. Sur les souliers, les roses succèdent à des nœuds en ailes de moulin. La rhingrave atteint son maximum en largeur en France, en Allemagne et en Angleterre alors que l'Espagne paraît ne pas être influencée par cette mode.
Après 1680, ces hauts-de-chausses bouffants deviennent de moins en moins larges jusqu'à devenir collants.
Le pourpoint se raccourcit et s'ouvre sur le devant pour laisser entrevoir entre celui-ci et les chausses la chemise portée bouffantes. Les manches sont très courtes. Le costume est surchargé de garniture (notamment de bouclettes de ruban appelées petites oies). Puis le justaucorps fait son apparition et se porte sur la veste. La veste, anciennement appelé le pourpoint, est un vêtement de dessous. Le devant et les manches de la veste sont en riche tissu et le dos, en étoffe commune. Avec le temps, la veste se réduit en longueur et perd ses manches pour devenir le gilet.
Le chapeau est en feutre et empanaché, mode suivie dans la rue avec une plume de faisan en garniture.

### Le costume féminin
Le costume féminin affiche une certaine sobriété au service d'une délicate coquetterie. Il est ainsi très différent du costume masculin qui a opté, à de nombreuses reprises, pour une ornementation très riche voire ostentatoire.
La forme du costume féminin ne change pas fondamentalement pendant le règne de Louis XIV. On notera tout de même une plus grande somptuosité dès 1670 qui à nouveau cédera la place à une mode plus austère et simple (sous l'influence de Madame de Maintenon).

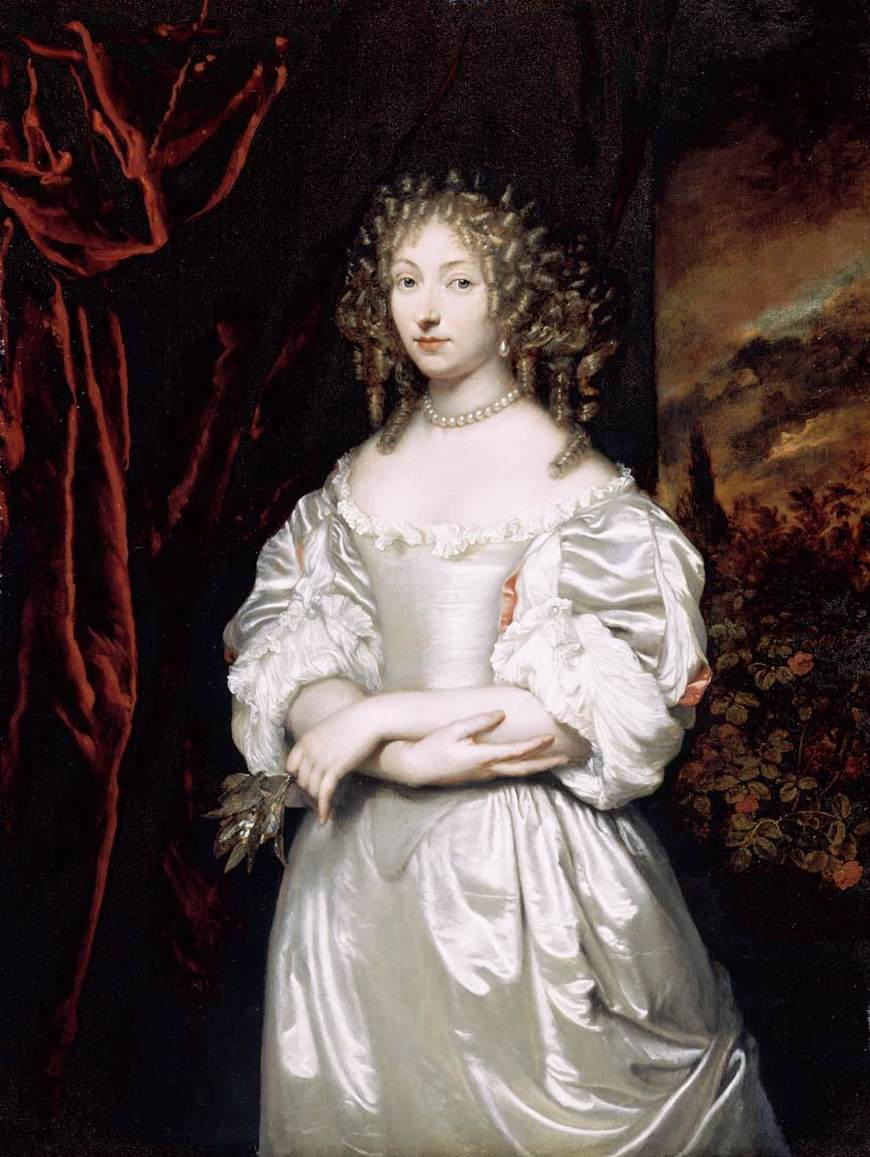
Portrait de Susanna Huygens (1667-1669) par Caspar Netscher. Le corps de la jupe recouvre un corps baleiné rigide qui tombe plus bas que la taille. Le décolleté est en ovale. La dentelle de la chemise dépasse au niveau de ce décolleté.

Le corps de la jupe recouvre un corps baleiné rigide qui tombe plus bas que la taille. Le décolleté est en ovale. La dentelle de la chemise dépasse au niveau de ce décolleté. Ce col de lingerie ou de dentelle (voire de mousseline drapée) qui suit la forme ovale du corsage plutôt que d'entourer le cou est la seule innovation du costume féminin sous Louis XIV. Les manches de la chemise sont elles aussi visibles sous les manches de la robe. Un bijou peut être placé sur le devant du corps, bijou qui est appelé boute-en-train ou tâtez-y. Le corsage très serré donne un aspect guindé.
Dès 1680, le bas de jupe de dessous et le devant du corsage sont recouverts de passements, de broderies et de nœuds de ruban appelés galans. Le manteau, auparavant dit jupe de dessus ou robe, est relevé de chaque côté par des rubans. Le manteau se termine par une traîne dont la longueur à la cour est fonction du rang social. La jupe du dessous est en taffetas alors que le manteau est en étoffes damassées (tissu où sur l'endroit des motifs brillants apparaissent sur un fond mat et inversement sur l'envers du tissu) ou brochées (l'étoffe est tissée avec des fils de soie, d'or ou d'argent de façon à former des motifs en relief). Il y a d'abord une préférence pour les étoffes rayées et moirées et par la suite pour les ramages (décorations qui reproduisent des motifs de feuillages). Le costume de cour dispose de manches courtes d'où sortent les manches de la chemise ; les dentelles qui garnissent les manches sont parfois amovibles. À partir de 1672, on adopte les déshabillés pour l'été et l'hiver. Pour l'hiver, les femmes portent des mantelets et des manchons et les robes sont doublées de panne.
Les coiffures prennent de la hauteur : quand elles dégagent les oreilles, il est question de coiffure à l'effrontée (car elle permet d'entendre les propos coquins) ; cette élévation de la chevelure mènera à la mode de la perruque. La mouche est en vogue. Très souvent, les dames se bouclaient les cheveux au fer.
Les jupes prennent de l'ampleur et à la fin du XVIIe siècle, la tournure est inventée afin de faire bouffer le manteau. Les brandebourgs sur les costumes féminins font leur apparition comme sur les costumes masculins.
Voir aussi l'article : Us et coutumes à la cour de Versailles

## La mode de 1675 à 1705
La mode de 1675 à 1705 annonce un esprit nouveau qui se traduit dans le costume par les prémices d'une mode féminine nouvelle.

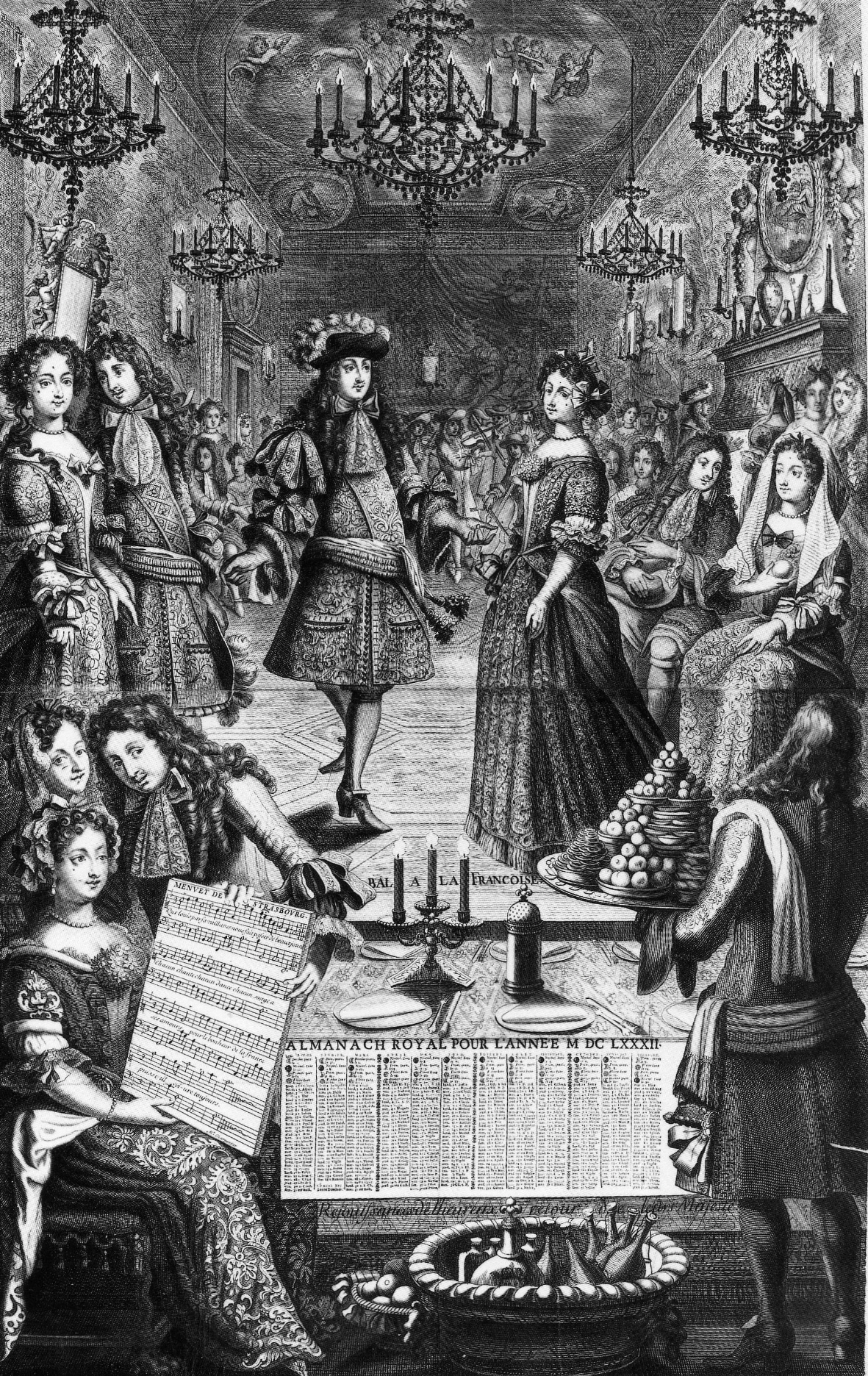
Bal à la Française, almanach, 1682. Paris. Bibliothèque nationale de France, cabinet des Estampes

Le port du justaucorps se diffuse ; il est généralement en drap de bonne qualité, en velours ou en soie. Dans le costume masculin, on note deux changements principaux : les poches, avant réalisées verticalement, deviennent horizontales. Deuxièmement, les basques du justaucorps se rigidifient et s'augmentent de plis creux séparés par une fente boutonnée.
La forme du costume féminin se métamorphose très peu. Le seul changement à remarquer concerne l'accroissement du nombre d'ornements. On peut voir sur le devant des jupes des falbalas (volants), des pretintailles (motifs découpés dans différentes étoffes et qui sont appliqués). La robe est considérablement relevée sur les hanches, dévoilant ainsi le devant de jupe. Celui-ci est maintenu par des jupons raidis.
D'autres évolutions pointent légèrement à la fin du XVIIe siècle, principalement à travers les robes dites innocentes, battantes, déshabillées ou négligées. Ces types de robe, introduites par Madame de Montespan par souci de cacher ses grossesses, sont les prémisses des modes assouplies du XVIIIe siècle. La mode féminine se métamorphose de façon importante à partir de 1705.
On peut souligner aussi le décolleté carré avec un volant de dentelle ou de lingerie, toujours appartenant à la chemise, et des manches plates avec un revers d'où déborde l'engageante de dentelle ou de linon.

## Fin du siècle et début duXVIIIe
Les modes nouvelles du début du siècle sont reçues avec beaucoup de succès. Cela montre une société en marge de Versailles, composée d'individus plus jeunes et issus des nouveaux milieu financier et du commerce. Ces jeunes gens sont affranchis des modes de Versailles et des obligations de la cour. Ils préfèrent chercher leur bien-être que d'obéir à l'autorité du souverain.
« C'est dans une modification générale des esprits et des goûts qu'il faut chercher l'origine de l'évolution formelle du costume au XVIIIe siècle. » (Page 225, F. Boucher. 1996).
Au début du XVIIIe siècle, les arts et par extension le costume cherche à décrire les aspects de la vie et de l'individu par la lumière et les couleurs. Le costume va retranscrire la nouvelle sensibilité de l'époque ainsi que l'émergence de nouveaux besoins : plus de légèreté et plus de fantaisie.